# El Guelb El Kebir
El Guelb El Kebir là một đô thị thuộc tỉnh Médéa, Algérie. Dân số thời điểm năm 2002 là 14.663 người.